# NGC 4719
NGC 4719 је спирална галаксија у сазвежђу Ловачки пси која се налази на NGC листи објеката дубоког неба.
Деклинација објекта је + 33° 9' 33" а ректасцензија 12h 50m 8,6s. Привидна величина (магнитуда) објекта NGC 4719 износи 13,2 а фотографска магнитуда 14,0. NGC 4719 је још познат и под ознакама UGC 7987, MCG 6-28-35, MK 446, IRAS 12477+3325, KUG 1247+334, KARA 553, CGCG 188-24, PGC 43428.